# Towarzystwo Vril

Sztandar Towarzystwa Vril (wizja artystyczna).

Towarzystwo Vril – nazwa tajnego stowarzyszenia, które rzekomo istniało w Niemczech w pierwszej połowie dwudziestego wieku. W wielu pseudohistorycznych tekstach zajmujących się teoriami spiskowymi twierdzi się, że organizacja ta miała swój udział w rozwoju narodowego socjalizmu i że w okresie istnienia Trzeciej Rzeszy używała nadnaturalnych energii do pracy nad stworzeniem innowacyjnych urządzeń latających – tzw. „NS-Flugscheiben” albo „Reichsflugscheiben” (Haunebu, UFO). Nie ma historycznych dowodów na istnienie tajnej organizacji o tej nazwie, jak również na przypisywane jej osiągnięcia. Tak samo brak jest jakichkolwiek wskazówek na historyczne znaczenie, jakie „Towarzystwu Vril” oraz kilku rzeczywiście istniejącym ugrupowaniom okultystycznym przypisywane jest przez zwolenników tej legendy.

## Geneza pojęciaVril

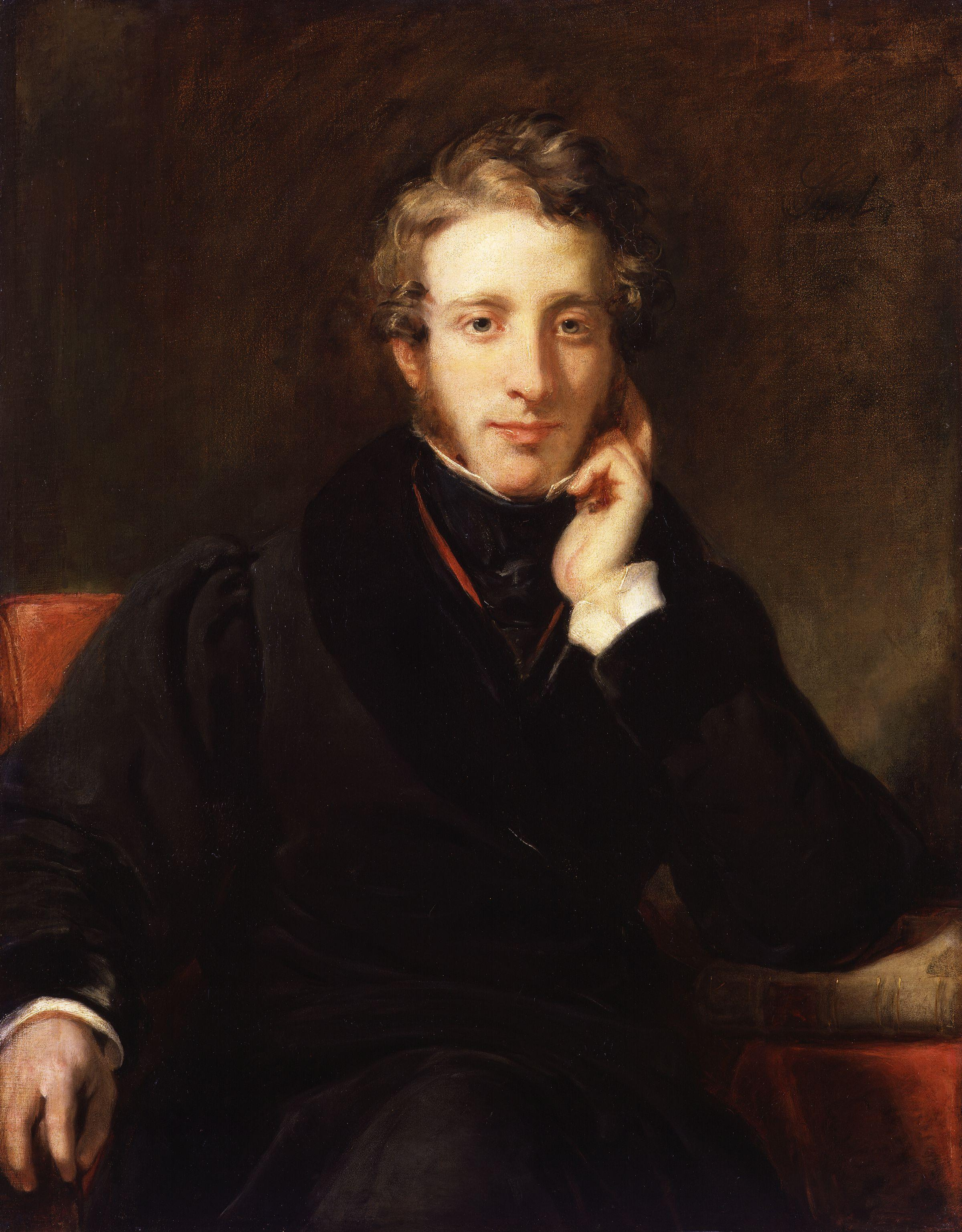
Edward Bulwer-Lytton

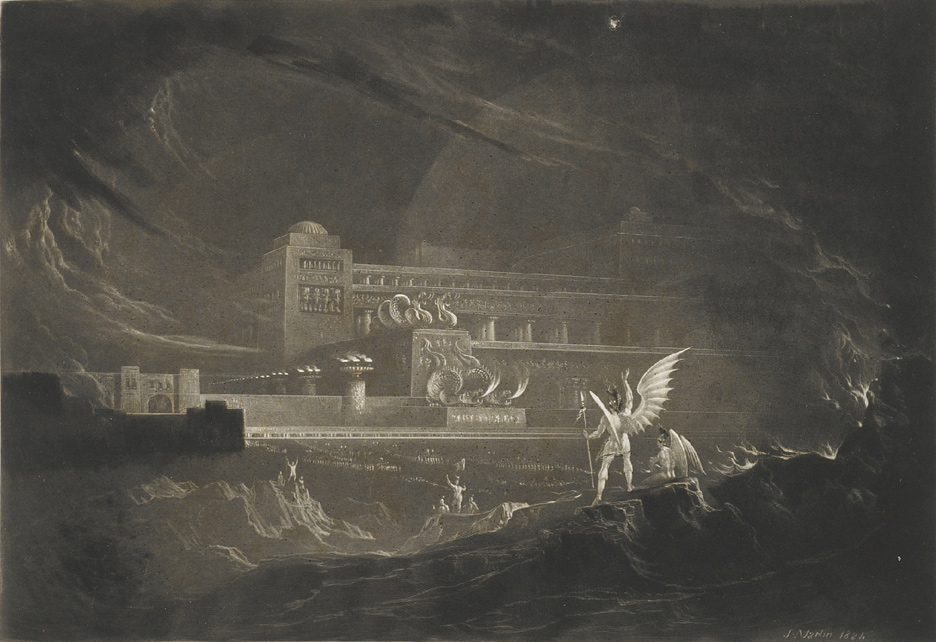
John Martin (1789–1854): Pandemonium, ca. 1825. W Nadchodzącej rasie sugeruje się podobieństwo architektury Vril-Yan do obrazów Johna Martina

Pojęcie Vril pochodzi z wydanej w 1871 roku powieści „The Coming Race” (Nadchodząca rasa) angielskiego pisarza Edwarda Bulwer-Lyttona (1803–1873) i prawdopodobnie zostało utworzone od łacińskiego słowa „virilis” (męski, silny).
Oznacza kosmiczną siłę, energię, moc, która daje nowej rasie Vril-Yan władzę nad każdą formą materii ożywionej i nieożywionej i może być użyta do uzdrawiania, ożywiania zmarłych oraz budowania i niszczenia.

### Powieść Edwarda Bulwer-LyttonaNadchodząca rasa
Wprawdzie utwór The Coming Race zaliczany jest do wczesnych powieści science-fiction, jednak w przypadku tego dzieła nie chodzi o utopię naukowo-techniczną jak u Juliusza Verne’a. Powieść ta jest raczej satyrą, polemizującą krytycznie ze współczesnymi prądami w polityce, kulturze i społeczeństwie. Bulwer-Lytton wymyślił Vril-Yan i moc Vril, aby przy ich pomocy unaocznić swoim czytelnikom, jakie – jego zdaniem – mogą być skutki społecznego darwinizmu, wczesnosocjalistycznych utopii społecznych oraz zaczynającego się wtedy ruchu feministycznego, gdyby zostały urzeczywistnione. Oprócz tego parodiuje w tej powieści bardzo popularne w owych czasach relacje z podróży oraz utwory polityczno–utopijne.
W listach do krewnych i przyjaciołom Bulwer-Lytton wyjaśniał swoje motywy, koncepcję mocy Vril oraz źródła języka społeczności Vril-Yan. Bulwer-Lytton wzorował się tu na teoriach filologa Maxa Müllera o rozwoju języków i stosował zapożyczenia, m.in. z łaciny i greki, sanskrytu oraz języków indiańskich.
Na użytek swojej powieści starał się opisać rasę, która w swoim rozwoju tak daleko odeszła od ludzi, że nie może się już z nimi mieszać i dysponuje mocami, którym ludzie nie są w stanie sprostać. O tym właśnie Bulwer-Lytton pisał do przyjaciela, o swoich przemyśleniach, jakie właściwości powinni posiadać Vril-Yanie w jego powieści:
Ponieważ niektóre zwierzęta, jak elektryczna ryba torpedo albo elektryczny węgorz, są naładowane elektrycznie i nie mogą tej mocy przekazywać innym zwierzętom, to zakładam istnienie takiej rasy, która jest naładowana elektrycznie i posiadła sztukę koncentrowania i kontrolowania tej mocy, jednym słowem – bycia przewodnikiem dla jej wyładowań. Gdybyś miał jakiś inny pomysł na realizację idei niszczycielskiej rasy, to bardzo bym się cieszył. Być może wyobrażenie Vril powinno się po prostu określić mianem elektryczności i w ten sposób jeszcze w większym stopniu uwolnić je od mesmeryzmu i mistycyzmu (…)
Pesymistyczne spojrzenie Bulwera-Lyttona na kulturę nie było w literaturze tego okresu odosobnione. Wśród kulturalnej elity wiktoriańskiej Anglii wątpliwości związane z nadchodzącą erą maszyn były szeroko rozpowszechnione. W literaturze tego okresu można znaleźć wiele przykładów, w których podziw dla postępu w naukach biologicznych idzie w parze z ostrzeżeniami przed związanymi z tym niebezpieczeństwami.
Wpływ

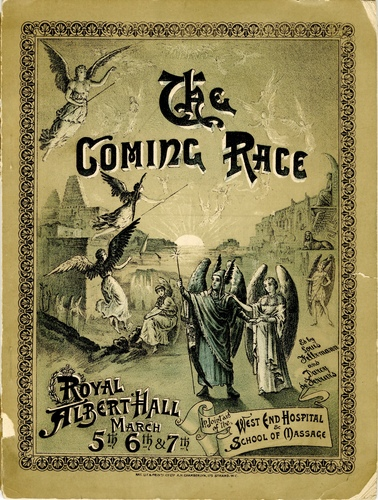
Motyw „The Coming Race” oraz „Vril-Ya” wykorzystany podczas kiermaszu i święta, we współpracy The West End Hospital oraz School of Massage and Electricity, 1891 rok

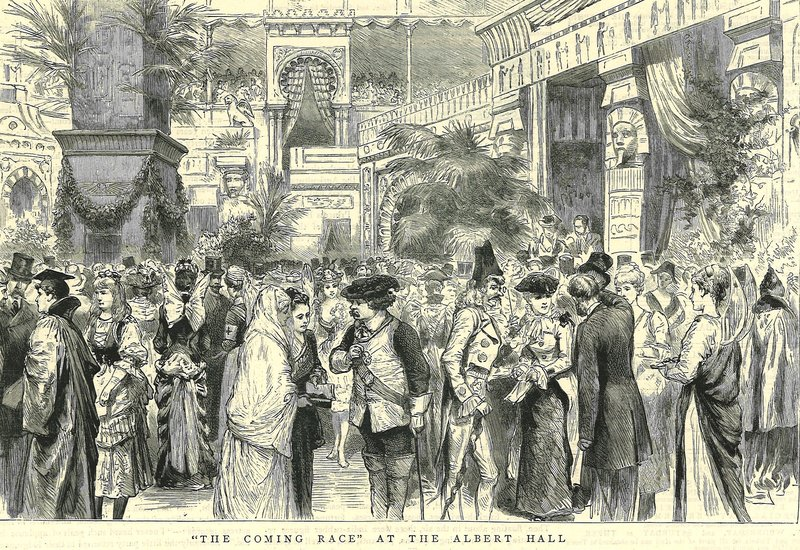
Vril-Ya Bazaar and Fete, reklamowany wyżej: uważany przez niektórych za pierwsze zebranie fanów science fiction i cosplayu

The Coming Race była ostatnią książką napisaną przez Bulwera-Lyttona przed śmiercią. Za jego życia ukazała się anonimowo, ponieważ obawiał się ostrej negatywnej reakcji krytyki, gdyby opublikował ją pod własnym nazwiskiem. On sam był zawiedziony reakcją czytelników i był zdania, że większość nie zrozumiała przedstawionych powyżej podstawowych idei zawartych w książce. Powieść przyniosła jednak duży sukces komercyjny i tuż po śmierci Bulwera-Lyttona wydawnictwo Tauchnitz z Lipska opublikowało w 1873 roku pierwsze angielskojęzyczne wydanie z podanym nazwiskiem autora. Książka w dalszym ciągu odnosiła sukcesy i była wielokrotnie wznawiana oraz tłumaczona na wiele języków; pierwsze tłumaczenie na język niemiecki ukazało się już w 1874 roku.
Słowo „Vril” było w angielskim obszarze językowym tak znane, że znalazło się nawet w słownikach. Stopień znajomości tego wyrażenia był najwyraźniej tak duży, że w roku 1886 na rynku pojawił się ekstrakt mięsa wołowego pod nazwą Bovril, ponieważ odniesienie do znanej mocy „Vril” uznano za czynnik wspierający zwiększenie zbytu tego produktu. Jednak z biegiem czasu dzieła Bulwera-Lyttona, który napisał tuziny powieści i opowiadań, zostały w większości zapomniane. Jeden z niewielu wyjątków stanowi The Coming Race. Powieść ta pozostała znaną z racji na znaczenie, przypisywane jej przez teozofów i okultystów.

### Vrilw okultyzmie i teoriach laików
Podczas gdy współczesna krytyka zdecydowanie uznawała The Coming Race za satyrę, część czytelników uważała ten utwór za okultystyczną powieść z kluczem. W kręgach tych reprezentowano pogląd, że Bulwer-Lytton jest członkiem Różokrzyżowców, a moc „Vril” stanowi rzeczywiście istniejącą, uniwersalną siłę życiową. Zgodnie z tym mniemaniem powieść ta stanowiła jedynie wehikuł, który pod przykrywką anonimowości posłużył Bulwer-Lyttonowi do przekazania swoim czytelnikom tajemnej wiedzy.
Bulwer-Lytton rzeczywiście interesował się od około 1830 roku alchemią, okultyzmem, mesmeryzmem i spirytyzmem. Tematy te pojawiają się także w kilku jego wcześniejszych powieściach, przede wszystkim w wydanym w 1842 roku utworze Zanoni. Od lat pięćdziesiątych XIX wieku, gdy coraz więcej spirytystów było demaskowanych jako oszuści, zdystansował się wewnętrznie od tych praktyk i zamiast tego mocno zainteresował się odkryciami z dziedziny nauk przyrodniczych. Podczas gdy na początku XIX wieku pojęcie „siły życiowej” stanowiło jeszcze dla nauk przyrodniczych poważną koncepcję, to mniej więcej w połowie wieku podejście to zmieniło się. Chemicy i biolodzy coraz bardziej zdawali sobie sprawę z tego, że podczas procesów organicznych chodzi o skomplikowane procesy fizyko-chemiczne i że nie ma żadnej specyficznej „siły życiowej”. Także Bulwer-Lytton traktował „siłę życiową” jako niespełnione marzenie magów i alchemików.

### Helena Bławatska

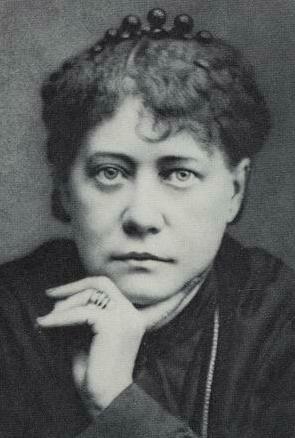
Helena Bławatska

Dużą rolę w rozprzestrzenianiu okultystycznej interpretacji siły Vril odgrywały pisma Heleny Bławatskiej i stworzona przez nią teozofia. W pierwszym, opublikowanym w 1877 roku dziele Bławatskiej pt. Izyda odsłonięta fikcyjna siła Vril została potraktowana jako zaszyfrowany odnośnik do rzeczywiście istniejącej siły. Dla Heleny Bławatskiej Vril był metaforą wszechogarniającej energii psychicznej, pod różnymi określeniami znanej magom od najdawniejszych czasów.
(…) straszliwa syderyczna [„gwiezdna”] siła jest czymś, co było znane mieszkańcom Atlantydy i nazywane przez nich Mash-mak, a przez aryjskich Ryszich w ich Astra Vidya określane było mianem, które niedobrze byłoby tutaj publikować. Ona jest owym Vril przyszłej rasy Bulwera Lyttona i przyszłych ras naszej ludzkości. Nazwa Vril jest być może zmyślona, ale siła sama w sobie jest faktem, w który w Indiach nie wątpi się tak samo, jak w istnienie Ryszich, ponieważ są oni wymieniani we wszystkich tajemnych księgach.
W swojej drugiej, wydanej w 1888 roku książce Nauki tajemne Helena Bławatska pisze dalej, że ta psychiczna energia pozwala na opanowanie całej przyrody, że mieszkańcy Atlantydy zastosowali ją przy tworzeniu swoich budowli. Twierdziła też, że po zagładzie Atlantydy zginęła również wiedza na temat wykorzystywania tej siły; tylko niewielka grupa ocalałych kapłanów przechowuje jeszcze tę wiedzę i przekazuje ją wybrańcom z pokolenia na pokolenie.

### Dalsza recepcja
Już od połowy lat dziewięćdziesiątych XIX wieku nowe odkrycia w dziedzinie nauk przyrodniczych, np. odkrycie promieni rentgenowskich, doprowadziły do przekonania, szeroko rozpowszechnionego także wśród intelektualistów, że nauki przyrodnicze nie mogą sobie jeszcze rościć prawa do całkowitego rozwiązania zagadek świata i że w dalszym ciągu istnieją niewidoczne energie i siły natury. Teorie okultystyczne powoływane były przy tym nie tylko jako przeciwieństwo nauk przyrodniczych, lecz dostrzegano w nich tematyczne punkty wspólne. Wiele kół okultystycznych radziło sobie z nieznośnym naciskiem wywoływanym przez materializm przyrodoznawczo–technicznej moderny, starając się sformułować równorzędną z przyrodoznawstwem naukę o opanowywaniu sił ziemskich i kosmicznych.
Około 1900 roku okultyzm i mistyka przeżywały rozkwit, trwający do lat trzydziestych XX wieku. Ponieważ teozofia była szeroko rozpowszechniona w tym okresie ożywienia prądów okultystycznych, także koncepcja Vril była znana w kręgach zainteresowanych okultyzmem. W latach 1874–1924 ukazały się w Niemczech ogółem cztery tłumaczenia książki Bulwer-Lyttona, między innymi jedno autorstwa antropozofa Guenthera Wachsmutha sporządzone na życzenie Rudolfa Steinera. Stąd też pojęcie Vril znane było w Niemczech także szerokiemu ogółowi aż do lat dwudziestych XX wieku.
W latach dwudziestych XX wieku ponownie wzmocniło się wrażenie chwiejności obrazu świata, ponieważ w tym czasie obraz świata w fizyce zmienił się gruntownie pod wpływem teorii względności oraz fizyki kwantowej. Zastąpienie fizykalnego obrazu świata, zgadzającego się ze zwykłym postrzeganiem, przez trudno zrozumiałe nowe teorie niepokoiło znaczną część społeczeństwa. W tym klimacie koncepcja siły Vril nawet osobom wykształconym technicznie mogła się wydać przekonująca. W rezultacie rozwijały się bujnie teorie laików, sugerujące możliwość zapełnienia luk wiedzy naukowej.

## Rozwój i treści legend o towarzystwach Vril

### Dane historyczne
Przed II wojną światową istniało w Berlinie przynajmniej jedno prywatne koło, którego członkowie wyraźnie zajmowali się siłą Vril. Nieliczne źródła potwierdzające istnienie tego kręgu osób stały się później jednym z punktów wyjścia powstania legendy Stowarzyszenia Vril.

### Towarzystwo Prawdy

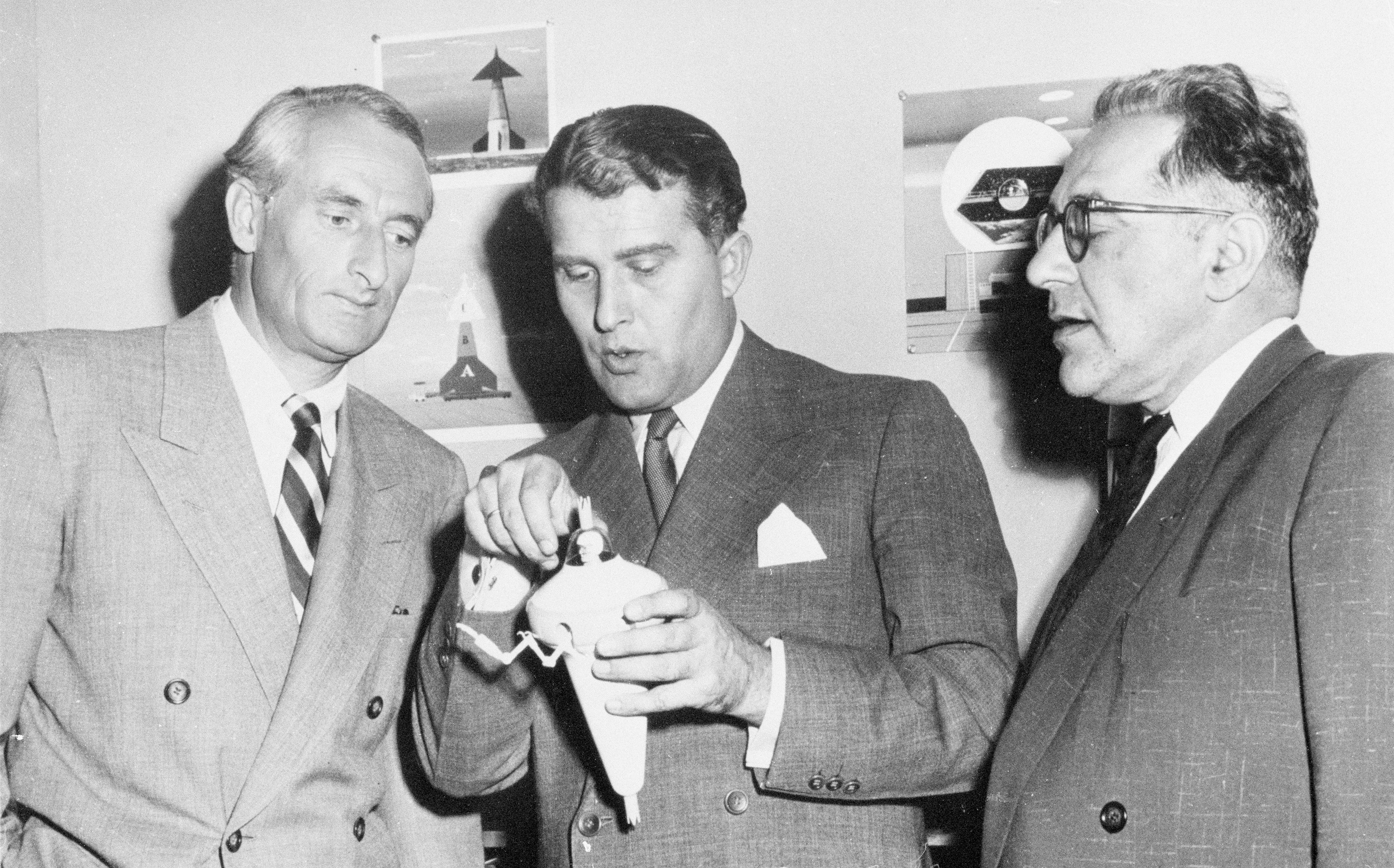
Willy Ley po prawej w rozmowie z Heinzem Haberem i Wernherem V. Braunem, 1954

Jednym ze źródeł dowodów na istnienie takiej grupy jest artykuł niemieckiego pioniera w zakresie budowy rakiet – Willy'ego Leya, opublikowany w 1947 roku w amerykańskim magazynie science-fiction Astounding Science Fiction. W artykule tym próbuje on wytłumaczyć swoim czytelnikom, jak to się stało, że narodowy socjalizm w Niemczech mógł paść na tak żyzną glebę i sprowadza to do wielkiej popularności irracjonalnych przekonań w przedwojennych Niemczech. Opisuje różne przykłady pseudonaukowych i ezoterycznych prądów i w tym kontekście wymienia także jedno – jego zdaniem – szczególnie dziwne ugrupowanie:
Następna grupa uformowała się dosłownie na podstawie pewnej powieści. Grupa ta, która jak sądzę, nazywała siebie Towarzystwem Prawdy, miała swoją siedzibę ni mniej ni więcej tylko w Berlinie i swój wolny czas poświęcała na poszukiwanie Vril. Tak, jej przekonania opierały się na „The Coming Race” Bulwera-Lyttona. Wiedzieli, że książka ta została wymyślona przez autora, Bulwer-Lytton użył tego artystycznego chwytu, żeby móc opowiedzieć prawdę o tej „sile”. Podziemna ludzkość była bzdurą, Vril nie. Możliwe, że pozwoliła Brytyjczykom, strzegącym jej jako tajemnicy państwowej, na zbudowanie ich potęgi kolonialnej. Z pewnością posiadali ją Rzymianie, zamkniętą w małych metalowych kulkach, nazywanych lares i chroniących ich domy. Z przyczyn, których nie przeniknąłem, tajemnicę Vril można było odkryć, zagłębiając się w obserwację struktury jabłka przekrojonego na dwie części. Nie, nie żartuję sobie, to było to, co przekazano mi niezwykle uroczyście i w wielkiej tajemnicy. Taka grupa istniała naprawdę: opublikowała nawet pierwsze wydanie magazynu, w którym proklamowała swoje credo. (Szkoda, że nie zatrzymałem kilku z tych rzeczy, ale ze względu na sytuację miałem już wystarczająco dużo książek do przeszmuglowania).

### Ogólnokrajowy Komitet „Przyszłe Niemcy”

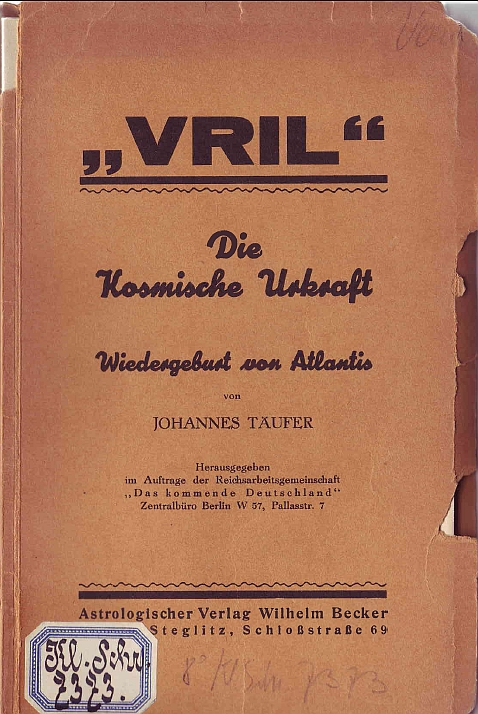
Oryginalne wydanie „Vril” z 1930 roku: „Kultura duszy i nowej technologii. Tradycje legendarnej energii Vril. Upadek i odrodzenie Atlantydów, mechanotechnika i biodynamika, pierwotna siła i prawdziwie promienna i boska ludzkość”.

W 1930 roku ukazały się dwa mniejsze pamflety zatytułowane Dynamizm świata oraz Vril. Kosmiczna siła pierwotna, opublikowane przez mało znane kółko okultystyczne o nazwie Ogólnokrajowy Komitet „Przyszłe Niemcy” (niem. Reichsarbeitsgemeinschaft (RAG) „Das kommende Deutschland“).
Jej członkowie twierdzili w tych pamfletach, że dysponują wypracowaną techniką, która pozwala wykorzystywać siłę „Vril”. Budowa oraz zasada funkcjonowania opisanej maszyny, jak również szkic programu politycznego są w swojej budowie i treści niemal identyczne z zawartością broszury, wydanej już w 1928 roku przez dwóch autorów austriackich, propagujących perpetuum mobile, które jakoby miał stworzyć Austriak Karl Schappeller. Plany tej komisji różnią się od jego planów tylko kilkoma detalami. Ogólnie powstaje wrażenie, że chodzi tu o poprawioną maszynę Schappellera, której funkcja została uzasadniona nie (pseudo-)fizycznie, lecz okultystycznie. W jednym z tekstów w dłuższym akapicie został użyty obraz przepołowionego jabłka jako model budowy Ziemi i jej powiązania z „siłą kosmiczną”.
Z dalszej publikacji tej Komitetu – Czasopisma o dynamizmie świata, wynika, że została ona założona w Berlinie w roku 1930 przez niejakiego Johannesa Täufera. Täufer wykonał też ilustracje do broszury Vril. Kosmiczna siła pierwotna, jednak o jego osobie nic więcej nie wiadomo. Nazwisko to jest prawdopodobnie pseudonimem. Przypuszczano nawet, że chodzi tu o wydawcę Otto Wilhelma Bartha, który wydał dwa spośród pism tego Komitetu.

### Podsumowanie badań
Porównanie wspomnień Leya i treści pism Komitetu „Przyszłe Niemcy” pozwala na wysnucie wniosku, że w przypadku „Towarzystwa prawdy” i Komitetu „Przyszłe Niemcy” może w rzeczywistości chodzić o to samo ugrupowanie, które jednakże zdawało się mieć tylko krótkotrwałe i marginalne znaczenie dla ówczesnego środowiska okultystycznego. Tak więc Komitet „Przyszłe Niemcy” nie widnieje ani w rejestrach urzędowych, ani też w archiwach wydawnictwa Otto Wilhelma Bartha nie istnieją żadne dokumenty na temat ówczesnych publikacji Komitetu „Przyszłe Niemcy”. Brak jest też kolejnych wydań zarówno Czasopisma o dynamizmie świata, jak również Archiwum badań alchemicznych, którego pierwsze wydanie ukazało się wraz z Czasopismem. W okresie po 1930 roku nie istnieją żadne dokumenty, wskazujące na dalsze istnienie Komitetu „Przyszłe Niemcy”, czy też wpływ tej grupy na inne środowiska. Tak samo nie można uznać twierdzenia Komitetu „Przyszłe Niemcy” o dysponowaniu przez nią technologią „Vril” za dowód tego, że rzeczywiście udało się Komitetowi tę siłę wykorzystać. Tak czy owak ugrupowanie to stało się później główną źródłem legend o roli „Stowarzyszenia Vril” w latach 1920–1940 w Niemczech.

## Powstanie legend
W okresie po II wojnie światowej rozwijały się liczne oparte na teoriach spiskowych i pseudohistoryczne próby wyjaśnienia III Rzeszy, w których elementy okultystyczne odgrywały centralną rolę. W tym kontekście została przytoczona jako historyczny dowód także koncepcja „Vril” oraz wspomniane już grupy okultystów. Najwcześniejsze odniesienie do rzekomego tajnego stowarzyszenia o nazwie „Stowarzyszenie Vril” da się odnaleźć w publikacji z roku 1960. Od tej pory temat ten pojawiał się stale w literaturze dotyczącej teorii spiskowych oraz w literaturze ezoterycznej. Podczas gdy pierwsze warianty tej legendy odrzucały jeszcze narodowy socjalizm, to nowsze wersje legendy służą bezpośrednio lub pośrednio pozytywnej reinterpretacji III Rzeszy.

### Louis Pauwels i Jacques Bergier
Jako pierwsi na temat istnienia „Stowarzyszenia Vril” wypowiedzieli się autorzy francuscy – Louis Pauwels i Jacques Bergier, którzy w wydanej w 1960 roku książce pt. Le matin des magiciens (niem. Aufbruch ins dritte Jahrhundert) wysnuli tezę, że nazistowskie kierownictwo próbowało pokonać aliantów przy pomocy sił nadnaturalnych. W tych dążeniach główną rolę miało odgrywać tajne stowarzyszenie okultystyczne. Powołując się na wypowiedzi Willy'ego Leya, jak również opierając się na innych, bliżej niesprecyzowanych wynikach poszukiwań, twierdzili, że związek ten nazywał się „Stowarzyszenie Vril” lub także „Loża Braci Światła” (ang. „Luminous Lodge”). „Stowarzyszenie Vril” utrzymywało jakoby ścisłe kontakty z Towarzystwem Teozoficznym, Różokrzyżowcami, a zwłaszcza z Towarzystwem Thule i było ważną organizacją narodowosocjalistyczną.

### Krytyka
Sekta, którą wspominał Ley, wykazuje jedynie pobieżne podobieństwo do „Stowarzyszenia Vril” z książki Aufbruch ins dritte Jahrhundert. Jej autorzy nigdy nie przedstawili dalszych dowodów na swoje daleko idące spekulacje, jak również na rzekome nazwy tych ugrupowań. Stąd też ich twierdzenia należy uznać za fikcję. Ponadto badacze historii doszli do wniosku, że istniejące wtedy towarzystwa okultystyczne nie wywarły znaczącego wpływu na Hitlera i NSDAP. Można wprawdzie udowodnić związki pomiędzy ideami okultystycznymi a obrazem świata pojedynczych narodowych socjalistów (zwłaszcza Himmlera), co jednak nie wspiera tezy, że towarzystwa okultystyczne miały przemożny, systematyczny wpływ na Hitlera i całe kierownictwo NS.
Książka Pauwelsa i Bergiera zainspirowała dalszych autorów do własnych spekulacji na temat rzekomej roli „Stowarzyszenia Vril”, jak na przykład J.H. Brennana albo Trevora Ravescrofta, którzy także twierdzą, że istniały ścisłe związki pomiędzy Towarzystwem Thule, Stowarzyszeniem Vril i kierownictwem NS, co jednak opiera się jedynie na przypuszczeniach i pseudofaktach.

### Norbert Jürgen-Ratthofer/Ralf Ettl i Jan Udo Holey
W latach dziewięćdziesiątych doszło do dalszego rozwoju legendy o „Stowarzyszeniu Vril”. Norbert Jürgen-Ratthofer i Ralf Ettl powiązali ją w roku 1992 w swojej pracy pt. Projekt Vril ze starszym mitem o „latających talerzach NS”. Według nich „Stowarzyszenie Vril” rozwinęło się na bazie Towarzystwa Thule i uprawiało studia ezoteryczne. Na początku lat dwudziestych telepatyczny kontakt miała nawiązać z tym stowarzyszeniem oraz z pewną grupą wewnątrz SS cywilizacja z gwiazdozbioru Aldebarana, która rzekomo przekazała im plany budowy maszyny latającej. Na podstawie tych informacji „Stowarzyszenie Vril” miało jakoby wybudować w 1922 roku latający pojazd w kształcie spodka, tak zwaną „maszynę z tamtego świata” (Jenseitsflugmaschine). Później poprzez różne etapy pośrednie, w których jakoby brał udział austriacki wynalazca Wiktor Schauberger, doprowadziło to rzekomo do skonstruowania wersji pojazdu („V7”), którym członkowie „Stowarzyszenia Vril” mieli polecieć w 1945 roku w kierunku Aldebarana. Oprócz tego miały powstać dalsze latające talerze (nazywające się „Vril” i „Haunebu”), przy pomocy których w 1945 roku członkowie Stowarzyszenia Vril i SS mieli się jakoby przemieścić do Nowej Szwabii na Antarktydzie.
Tekst Projektu Vril był początkowo mało znany. Większą uwagę zwrócono na tę legendę, gdy temat ten podjął Jan Udo Holey. Dzięki jego książkom legenda ta trafiła do szerszego kręgu czytelników. Holey opublikował w 1993 roku pod pseudonimem „Jan van Helsing” książkę pt. Tajne stowarzyszenia i ich moc w XX wieku, która tylko do 1996 roku została sprzedana w ok. stu tysiącach egzemplarzy. W książce tej odtwarza scenariusz Jürgena-Ratthofera i Ettla, jednak nie ujawnia ich jednoznacznie jako autorów. Ich książka widnieje wprawdzie w bibliografii Holeya, ale w odnośnym rozdziale brak jest jakiejkolwiek wskazówki co do ich autorstwa. W wydanej w 1997 roku książce Przedsięwzięcie Aldebaran Holey powtórzył te treści i poszerzył je o liczne odwołania do nazistowskich pojazdów UFO i tajnych baz na Antarktydzie.
Wariacje na temat tej legendy znajdują się także w nowszych publikacjach innych autorów, np. takich jak Heiner Gehring i Karl-Heinz Zunneck, Armin Risi, Henry Stevens, w Archiwach Berzina i w Arcanorum Causam Nostrum.

### Literatura związana z tłem historycznym i krytyką legendy
- Alan Baker, Invisible eagle. The history of Nazi occultism, London: Virgin, 2000, ISBN 1-85227-863-3, OCLC 43879187. Brak numerów stron w książce
- Christian Thiel: Zur Dynamik von Wissenschaft, Grenzwissenschaften und Pseudowissenschaften in der Moderne. W: Hans Holländer, Christian W. Thomsen (Red.): Besichtigung der Moderne. Bildende Kunst, Architektur, Musik, Literatur, Religion. Aspekte und Perspektiven. DuMont, Köln 1987 (= DuMont-Dokumente), ISBN 3-7701-2161-9, s. 215–232.
- Cis van Heertum: Exploring alchemy in the early 20th century. 2006
- H. T. Hakl: Nationalsozialismus und Okkultismus. W: Nicholas Goodrick-Clarke: Die okkulten Wurzeln des Nationalsozialismus. Marix-Verl., Wiesbaden 2004, ISBN 3-937715-48-7, s. 194–217. (tłum. niem.; tytuł oryginału ang.: The occult roots of nazism.)
- Ingolf Christiansen, Rainer Fromm, Hartmut Zinser: Brennpunkt Esoterik: Okkultismus, Satanismus, Rechtsradikalismus. 3 wyd. Behörde für Inneres, Landesjugendbehörde, Hamburg 2006 (PDF; 0,9 MB)
- Matthias Pöhlmann: Neues Denken auf alten Wegen? Braune Esoterik zwischen Weltverschwörungstheorien und Neuheidentum. Wykład wygłoszony dnia 7 maja 2002 w trakcie konferencji pt. „Neuheidentum. Zurück zu einem neuen Anfang“ der Evangelischen Zentralstelle für Weltanschauungsfragen, Berlin. (PDF; 0,2 MB)
- Nicholas Goodrick-Clarke: Die okkulten Wurzeln des Nationalsozialismus. Wiesbaden: Marix-Verlag, Wiesbaden 2004, ISBN 3-937715-48-7 (Neuauflage d. ersten deutschsprachigen Ausgabe von 1997)
- Nicholas Goodrick-Clarke: Black Sun: Aryan Cults, Esoteric Nazism and the Politics of Identity. New York UP, New York 2002, ISBN 0-8147-3124-4, niem.: Im Schatten der „Schwarzen Sonne”. Arische Kulte, esoterischer Nationalsozialismus und die Politik der Abgrenzung. Marix, Wiesbaden 2009
- Stefan Meining: Rechte Esoterik in Deutschland. Ideenkonstrukte, Schnittstellen und Gefahrenpotentiale. Wykład wygłoszony dnia 3 września 2002 – Symposium „Politischer Extremismus als Bedrohung der Freiheit – Rechtsextremismus und Islamismus in Deutschland und Thüringen“. (PDF; 0,2 MB)

### Teksty zawierające warianty legendy
- Armin Risi: Machtwechsel auf der Erde: Die Pläne der Mächtigen, globale Entscheidungen und die Wendezeit. 5 wyd. Govinda, Zürich, 2006, ISBN 3-906347-81-8
- Heiner Gehring, Karl-Heinz Zunneck: Flugscheiben über Neuschwabenland. Die Wahrheit über „Vril“, „Haunebu“ und die Templer-Erbengemeinschaft. Jochen Kopp Verlag, Rottenburg, 2005, ISBN 3-938516-00-3
- Henry Stevens: Hitler’s flying saucers. A Guide to German Flying Discs of the Second World War. Adventures Unlimited Press, Kempton (Illinois), 2003, ISBN 1-931882-13-4
- Jan van Helsing: Geheimgesellschaften und ihre Macht im 20. Jahrhundert oder wie man die Welt nicht regiert: Ein Wegweiser durch die Verstrickungen von Logentum mit Hochfinanz und Politik; Trilaterale Kommission, Bilderberger, CFR, UNO. Ewert, Rhede (Ems), 1993, ISBN 3-89478-069-X
- Jan van Helsing: Unternehmen Aldebaran. Kontakte mit Menschen aus einem anderen Sonnensystem. Ewertverlag, Lathen (Ems), 1997, ISBN 3-89478-220-X
- Louis Pauwels, Jacques Bergier: Le matin des magiciens: introduction au realisme fantastique. Gallimard, Paris, 1960
- Louis Pauwels, Jacques Bergier: Aufbruch ins dritte Jahrtausend. Von der Zukunft der phantastischen Vernunft. Wilhelm Heyne Verlag, München, 1976, ISBN 3-453-00638-0 (wersja kieszonkowa nie zmieniona pierwszego niemieckojęzycznego wydania z roku 1962)
- Norbert Jürgen-Ratthofer, Ralf Ettl: Das Vril-Projekt. Der Endkampf um die Erde. Wien, STM-Tempelhof, 1992 (tekst nie został nigdy wydany przez żadne wydawnictwo – kursuje w internecie i handlu wysyłkowym)
- Peter Bahn, Heiner Gehring: Der Vril-Mythos. Omega Verlag, Düsseldorf 1997, ISBN 3-930243-03-2
- Sven Peters: Verschwiegene Existenz-Leben der Maria Ortisch. Argo Verlag, ISBN 978-3-937987-45-3
- Trevor Ravenscroft, Der Speer des Schicksals. Die Geschichte der heiligen Lanze, München: Universitas, 1988, ISBN 3-8004-1166-0, OCLC 74975964. Brak numerów stron w książce

### Źródła historyczne użyte do konstrukcji legendy
- Edward Bulwer-Lytton: The Coming Race. Edinburgh, 1871
- Edward Bulwer-Lytton: Das kommende Geschlecht. Deutscher Taschenbuch-Verlag, München, 1999, ISBN 3-423-12720-1
- Reichsarbeitsgemeinschaft „Das kommende Deutschland“ (Red.): Weltdynamismus. Streifzüge durch technisches Neuland anhand biologischer Symbole. Otto Wilhelm Barth Verlag, Berlin W 57, 1930 (Deutsche Nationalbibliothek Leipzig, Sig.: 1930 A 3927)
- Johannes Täufer: „Vril“. Die kosmische Urkraft. Wiedergeburt von Atlantis. Red. im Auftrag der Reichsarbeitsgemeinschaft „Das kommende Deutschland“. Astrologischer Verlag Wilhelm Becker, Berlin-Steglitz, Schloßstraße 69, 1930 (Deutsche Nationalbibliothek Leipzig, Sig.: 1930 A 5652)
- Otto Wilhelm Barth (Red.): Zeitschrift für Weltdynamismus. In: Archiv für Alchemistische Forschung (Alchemistische Blätter, Band 2). Band 2, Heft 2, Otto Wilhelm Barth Verlag, Berlin, 1930 (Zeitschriftendatenbank der Deutschen Nationalbibliothek, ID: 526573-3)
- Willy Ley: Pseudoscience in Naziland. In: Astounding Science Fiction. 39/3, Mai 1947, ss. 90–98 (Zeitschriftendatenbank der Deutschen Nationalbibliothek, ID: 84450-0)

### Inne
- Program kiermaszu fanów Vrila z 1891 roku